# The Drug in Me Is You (canção)
The Drug in Me Is You é o segundo single do álbum de estréia, The Drug in Me Is You, da banda Falling in Reverse. Foi lançado em 28 de junho de 2011 um videoclipe para a canção e ele passa de 10 milhões de acessos no YouTube.

## Fundo
A canção foi escrita e composta por Ronnie Radke. Em 21 de junho foi lançado uma prévia  de 33 segundos sobre a canção. A canção completa foi liberado três dias depois.

## Vídeo Clipe
O clipe para a canção foi lançado em 28 de junho de 2011. Ele mostra Ronnie Radke saindo do quarto de uma garota, e logo sendo abordado por duas policiais. Enquanto ele é levado para a prisão e em seguida julgado no tribunal.

## Premiações
2011 - Revolver Magazine's The 5 Best Songs of 2011